# Regio-Tour 2002
Il Regio-Tour 2002, diciottesima edizione della corsa, si svolse dal 7 all'11 agosto 2002 su un percorso di 828 km ripartiti in 5 tappe (la seconda suddivisa in due semitappe), con partenza da Heitersheim e arrivo a Vogtsburg im Kaiserstuhl. Fu vinto dal francese Laurent Brochard della Jean Delatour davanti al tedesco Andreas Klöden e allo svizzero Markus Zberg.

## Tappe
| Tappa  | Data      | Percorso                                      | km    | Vincitore di tappa  | Leader cl. generale |
| ------ | --------- | --------------------------------------------- | ----- | ------------------- | ------------------- |
| 1ª     | 7 agosto  | Heitersheim > Guebwiller                      | 192,2 | Stefano Casagranda  | Stefano Casagranda  |
| 2ª-1ª  | 8 agosto  | Emmendingen > Müllheim                        | 101,4 | Ivan Quaranta       | Stefano Casagranda  |
| 2ª-2ª  | 8 agosto  | Müllheim > Müllheim (cron. individuale)       | 14,4  | Eddy Ratti          | Eddy Ratti          |
| 3ª     | 9 agosto  | Herbolzheim > Lahr                            | 190,8 | Alessandro Petacchi | Eddy Ratti          |
| 4ª     | 10 agosto | Badenweiler > Friburgo in Brisgovia           | 156,1 | Laurent Brochard    | Laurent Brochard    |
| 5ª     | 11 agosto | Neuenburg am Rhein > Vogtsburg im Kaiserstuhl | 173,4 | Daniele Bennati     | Laurent Brochard    |
| Totale | Totale    | Totale                                        | 828   |                     |                     |

## Dettagli delle tappe

### 1ª tappa
- 7 agosto: Heitersheim > Guebwiller – 192,2 km

| Pos. | Corridore          | Squadra       | Tempo    |
| ---- | ------------------ | ------------- | -------- |
| 1    | Stefano Casagranda | Alessio       | 4h30'33" |
| 2    | Matteo Tosatto     | Fassa Bortolo | s.t.     |
| 3    | Rolf Huser         | Coast         | a 3"     |

| Pos. | Corridore          | Squadra | Tempo    |
| ---- | ------------------ | ------- | -------- |
| 1    | Stefano Casagranda | Alessio | 4h30'19" |

### 2ª tappa - 1ª semitappa
- 8 agosto: Emmendingen > Müllheim – 101,4 km

| Pos. | Corridore          | Squadra       | Tempo    |
| ---- | ------------------ | ------------- | -------- |
| 1    | Ivan Quaranta      | Index-Alexia  | 1h53'57" |
| 2    | Marco Zanotti      | Fassa Bortolo | s.t.     |
| 3    | Stefan Kupfernagel | Phonak        | s.t.     |

| Pos. | Corridore          | Squadra | Tempo    |
| ---- | ------------------ | ------- | -------- |
| 1    | Stefano Casagranda | Alessio | 6h24'16" |

### 2ª tappa - 2ª semitappa
- 8 agosto: Müllheim > Müllheim (cron. individuale) – 14,4 km

| Pos. | Corridore       | Squadra      | Tempo  |
| ---- | --------------- | ------------ | ------ |
| 1    | Eddy Ratti      | Mapei        | 18'25" |
| 2    | Santos González | Acqua & Sap. | a 9"   |
| 3    | Uwe Peschel     | Gerolsteiner | a 12"  |

| Pos. | Corridore  | Squadra | Tempo    |
| ---- | ---------- | ------- | -------- |
| 1    | Eddy Ratti | Mapei   | 6h43'01" |

### 3ª tappa
- 9 agosto: Herbolzheim > Lahr – 190,8 km

| Pos. | Corridore           | Squadra       | Tempo    |
| ---- | ------------------- | ------------- | -------- |
| 1    | Alessandro Petacchi | Fassa Bortolo | 3h51'04" |
| 2    | Daniele Bennati     | Acqua & Sap.  | s.t.     |
| 3    | René Weissinger     | Rothaus       | s.t.     |

| Pos. | Corridore  | Squadra | Tempo     |
| ---- | ---------- | ------- | --------- |
| 1    | Eddy Ratti | Mapei   | 10h34'05" |

### 4ª tappa
- 10 agosto: Badenweiler > Friburgo in Brisgovia – 156,1 km

| Pos. | Corridore        | Squadra       | Tempo    |
| ---- | ---------------- | ------------- | -------- |
| 1    | Laurent Brochard | Jean Delatour | 3h56'25" |
| 2    | Markus Zberg     | Rabobank      | a 3"     |
| 3    | Andreas Klöden   | Telekom       | s.t.     |

| Pos. | Corridore        | Squadra       | Tempo     |
| ---- | ---------------- | ------------- | --------- |
| 1    | Laurent Brochard | Jean Delatour | 14h30'40" |

### 5ª tappa
- 11 agosto: Neuenburg am Rhein > Vogtsburg im Kaiserstuhl – 173,4 km

| Pos. | Corridore          | Squadra      | Tempo    |
| ---- | ------------------ | ------------ | -------- |
| 1    | Daniele Bennati    | Acqua & Sap. | 3h42'27" |
| 2    | Markus Zberg       | Rabobank     | s.t.     |
| 3    | Stefan Kupfernagel | Phonak       | s.t.     |

| Pos. | Corridore        | Squadra       | Tempo     |
| ---- | ---------------- | ------------- | --------- |
| 1    | Laurent Brochard | Jean Delatour | 18h13'05" |
| 2    | Andreas Klöden   | Telekom       | a 5"      |
| 3    | Markus Zberg     | Rabobank      | a 6"      |

## Classifiche finali

### Classifica generale
| Pos. | Corridore        | Squadra          | Tempo     |
| ---- | ---------------- | ---------------- | --------- |
| 1    | Laurent Brochard | Jean Delatour    | 18h13'05" |
| 2    | Andreas Klöden   | Team Telekom     | a 5"      |
| 3    | Markus Zberg     | Rabobank         | a 6"      |
| 4    | Eddy Ratti       | Mapei-Quick Step | a 7"      |
| 5    | Santos González  | Acqua & Sapone   | a 15"     |
| 6    | Uwe Peschel      | Gerolsteiner     | a 22"     |
| 7    | Raphael Schweda  | Team Coast       | a 29"     |
| 8    | Roberto Petito   | Fassa Bortolo    | a 45"     |
| 9    | Grischa Niermann | Rabobank         | a 52"     |
| 10   | Kim Kirchen      | Fassa Bortolo    | a 54"     |